# Donosy. Dziennik liberalny
Donosy. Dziennik liberalny – zapoczątkowana w sierpniu 1989 roku gazeta wirtualna, rozsyłana od chwili powstania za pomocą sieci komputerowych. Zawierał hasłowe informacje o najważniejszych wydarzeniach krajowych. Wydawała ją grupa osób w większości związanych z Wydziałem Fizyki Uniwersytetu Warszawskiego. Pierwotnie służyła do informowania znajomych redakcji przebywających za granicą o bieżących wydarzeniach w kraju. Bardzo szybko liczba abonentów wzrosła, a doraźne przedsięwzięcie przekształciło się w stały serwis informacyjny. Głównym źródłem prezentowanych doniesień była prasa krajowa. Ostatni numer (nr 6949) ukazał się 31 lipca 2025.
Ukazanie się pierwszego numeru Donosów jest odnotowywane jako jedno z ważnych wydarzeń w 
historii rozwoju Internetu w Polsce.

## Redakcja
Skład redakcji kształtował się następująco:
- Lena Białkowska[5] – w redakcji od 1989, redaktor naczelna od 1994
- Michał Jankowski – w redakcji od 1989
- Michał Pawlak – w redakcji od 1989
- Ksawery Stojda – założyciel, w redakcji od 1989 do 1995, redaktor naczelny do 1994
- Piotr Szymański – w redakcji od 1991 do 1993

Każdy numer miał swojego redaktora dnia, który przygotowywał jego treść.

## Format i dystrybucja
Treść gazety była w formacie ASCII (początkowo bez polskich znaków), objętość jednego numeru wynosiła kilka tysięcy znaków, wliczając w to nagłówek ASCII-Art. Rozsyłana była bezpłatnie przez listę dystrybucyjną oraz można było ją pobierać ze strony gazety, skąd dostępne były również numery archiwalne. W przeszłości była rozprowadzana przy użyciu wielu starszych technologii sieciowych. We wczesnych latach dziewięćdziesiątych XX wieku Donosy były przedrukowywane jako rubryka przez kilka czasopism polonijnych oraz służyły jako podstawa dla audycji polonijnych stacji radiowych.